# Ferrovia Roma-Ancona
La ferrovia Roma-Ancona collega la capitale con la città di Ancona e conseguentemente con la costa adriatica. Lungo il suo percorso, questa attraversa il territorio laziale, poi l'Umbria, dove tocca le città di Terni, Spoleto e Foligno, quindi attraversa l'Appennino umbro-marchigiano e infine attraversa le Marche centrali, toccando Fabriano e Jesi, arrivando sulla costa adriatica a Falconara Marittima, nei pressi di Ancona. Nei progetti originali, predisposti ancora dallo Stato Pontificio, era stata denominata Strada Ferrata "Pio Centrale", ma tale nome fu poi abbandonato dallo Stato Italiano.

## Storia
| Tratta                      | Inaugurazione    |
| --------------------------- | ---------------- |
| Falconara Marittima-Ancona  | 17 novembre 1861 |
| Roma-Orte                   | 1º aprile 1865   |
| Orte-Foligno                | 4 gennaio 1866   |
| Foligno-Falconara Marittima | 29 aprile 1866   |

Il progetto della ferrovia prese forma nell'allora Stato Pontificio dopo la morte, nel 1846, di papa Gregorio XVI che, pur non essendo contrario all'uso del mezzo ferroviario (a dispetto della diffusa credenza), non ne autorizzò mai la costruzione. Gaetano Moroni, suo aiutante di camera, nel Dizionario di erudizione storico-ecclesiastica giustificava tale decisione in questo modo:
Salito sul trono di Pietro Pio IX, la Segreteria di Stato, con la Notificazione del 7 novembre 1846 autorizzava tra l'altro la costruzione di una ferrovia che collegasse lo Stato al suo principale porto dell'Adriatico, quello di Ancona.
Lo scopo era anche quello di raggiungere Bologna e Modena e collegarsi con le strade ferrate del Lombardo-Veneto. Vennero presentate varie alternative di tracciato passanti per il valico di Fossato, per la valle del fiume Potenza e per la valle del Nera e del Chienti, ma alla fine la commissione pontificia approvò la prima alternativa rilasciandone nel maggio 1856 la relativa facoltà (concessione).
Il progetto esecutivo prese il nome di Strada Ferrata "Pio Centrale" in onore del Papa, ma fu realizzata solo dieci anni dopo, inaugurata il 29 aprile 1866, dal Regno d'Italia; l'avvio dei lavori era stato rallentato dal passaggio dallo Stato Pontificio al Regno d'Italia di gran parte del territorio attraversato dalla ferrovia e la costruzione era andata a rilento per dissesti e scandali finanziari, difficoltà di tracciato e non ultimo, anche incidenti come l'esplosione del deposito di polveri da sparo durante la costruzione del tratto Narni-Nera Montoro. L'esercizio fu comunque iniziato, nelle tratte già costruite, già nel 1865 dalla Società per le strade ferrate romane (SSFR), nata dalle ceneri di un gruppo di piccole società minori.
I confini tra lo Stato Pontificio e il Regno d'Italia resero particolarmente complessa la situazione della ferrovia. La linea partendo da Roma era per 37 chilometri nello Stato Pontificio, fino a Passo Corese: proseguiva per 29 chilometri in territorio del Regno d'Italia, fino a Colle Rosetta dove di nuovo percorreva lo Stato Pontificio per altri 20 chilometri per poi rientrare nel Regno d'Italia.
Nel 1870 la linea venne interrotta nel suo tratto romano dal Genio guastatori pontificio in più punti, per contrastare l'occupazione italiana degli ultimi avamposti dello Stato della Chiesa. Riattivata con Roma ormai capitale, svolse tuttavia un servizio oltremodo scadente, che a seguito delle proteste generali portò al riscatto della linea da parte dello Stato, dato il fallimento della SSFR.
Nel 1885 la linea venne incorporata nella Rete Adriatica e gestita dalla Società Italiana per le strade ferrate meridionali che già nel 1890 provvide all'attivazione del doppio binario tra Roma ed Orte.
A seguito della statalizzazione delle ferrovie prevista dalla legge Fortis del 22 aprile 1905, n. 137, il 1º luglio 1905 l'esercizio passò alle Ferrovie dello Stato.
Il 22 maggio 1906 venne attivata la tratta da Ancona ad Ancona Marittima e il 16 settembre 1907 venne raddoppiato il tratto tra Ancona e Falconara Marittima.
Data l'importanza della relazione e per il traffico in aumento, durante il periodo fascista, si procedette al potenziamento delle infrastrutture; la linea comunque continuò ad essere esercita con trazione a vapore, con l'uso delle potenti locomotive 471.
Nel 1935 l'introduzione delle automotrici ALn 56 permise di ridurre quasi a metà il tempo di percorrenza occorrente alla relazione stabilendo anche treni non stop tra Roma ed Ancona in sole 4 ore contro 7 ore dei treni ordinari a vapore.
Il 28 ottobre 1939 entrò in esercizio la trazione elettrica a 3.000 V CC con l'utilizzo delle nuove elettromotrici binate ALe 40 provviste anche di cucina a bordo.
Il 15 luglio 1939 entrò in esercizio il raddoppio tra Narni e Terni e il 12 febbraio 1940 quello tra Orte e Narni ma, a seguito della guerra, nel 1944 la linea intera risultava interrotta in vari punti con gravissimi danni ad oltre il 60% delle infrastrutture.
La riattivazione completa avvenne il 12 maggio 1945 ma per esigenze contingenti venne rimosso il secondo binario tra Orte e Terni.
La linea, proprio a causa della sua tortuosità, è stata protagonista dell'importante esperimento di esercizio con l'innovativo ETR 401 Fiat/FS che è il capostipite della variegata famiglia dei Pendolini.

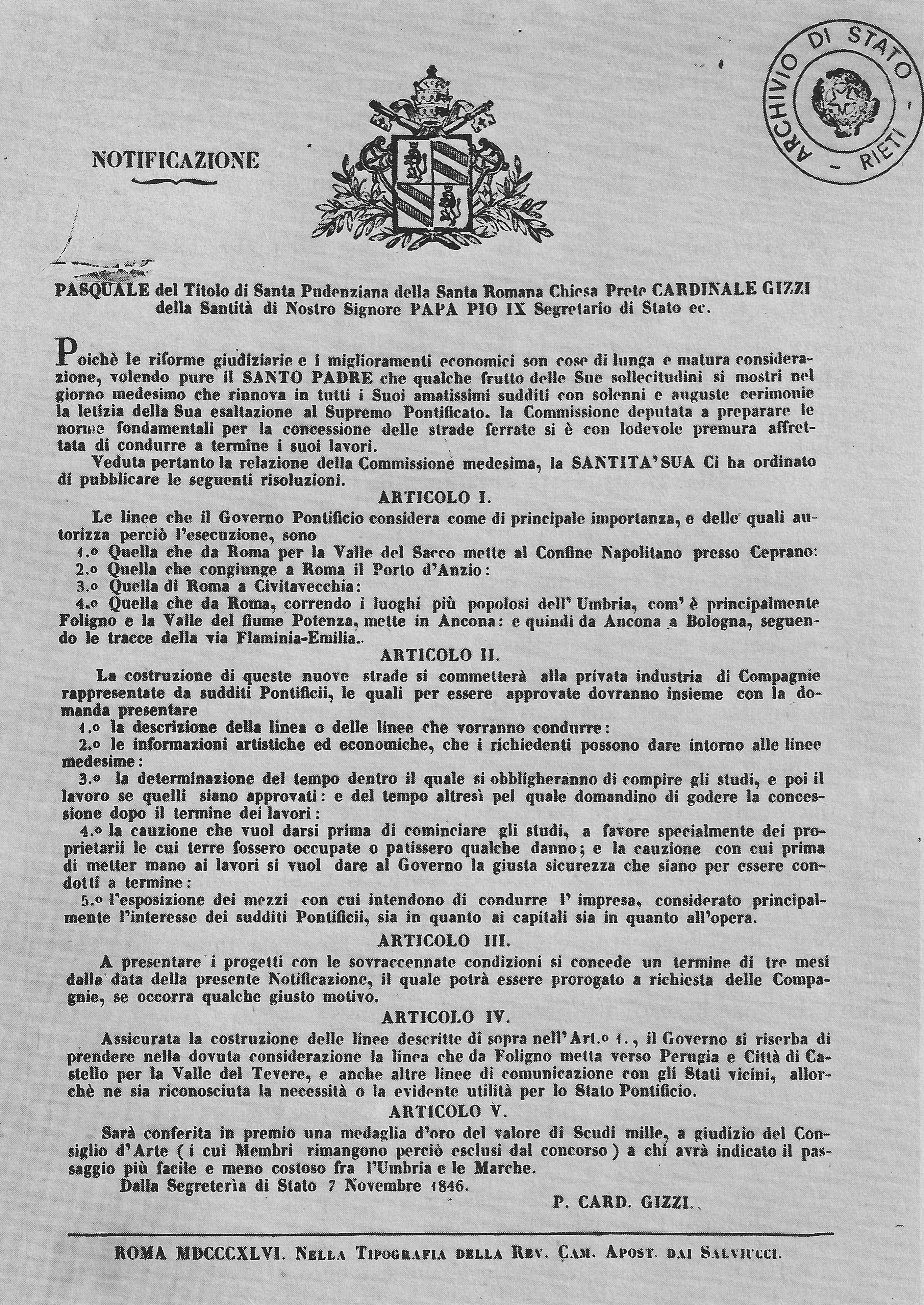
La notificazione del 7 novembre 1846, che ne stabilì la costruzione
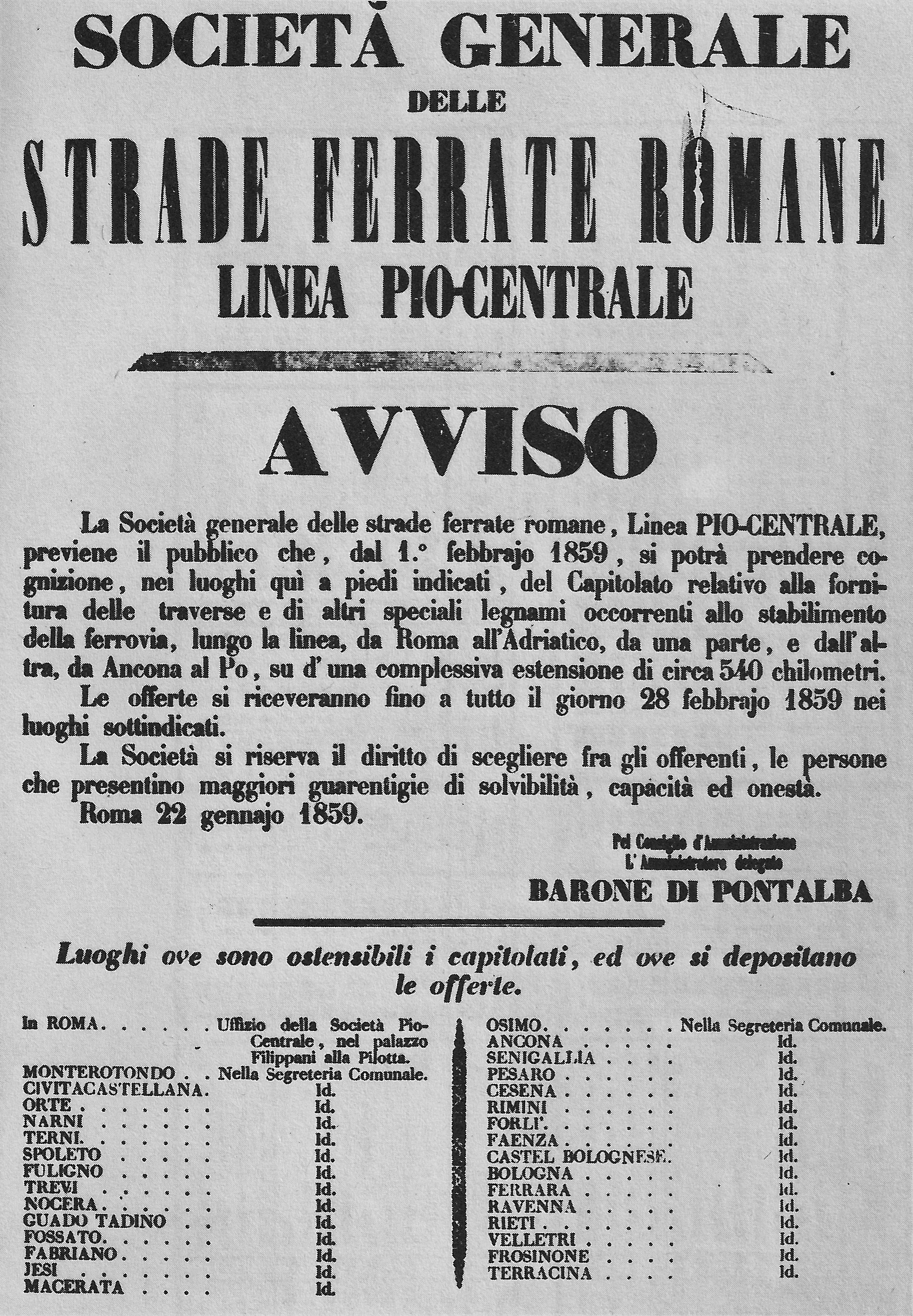
L'appalto per la fornitura di materiali da costruzione (1859)
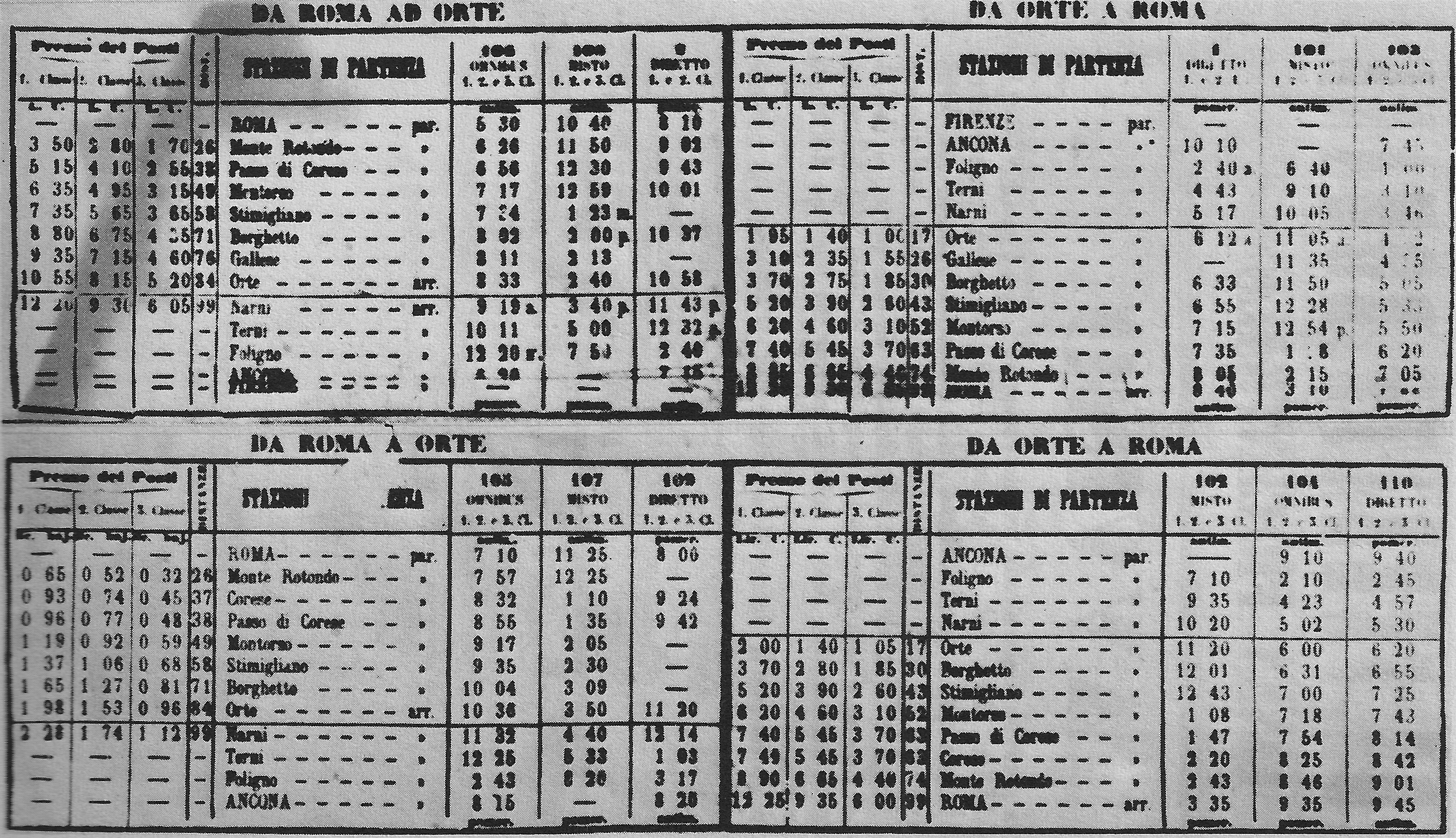
L'orario del dicembre 1866

### Interventi di potenziamento e raddoppio
Alla fine della Seconda guerra mondiale, la ferrovia, per gran parte del suo percorso (da Orte a Falconara Marittima), si presentava a binario semplice essendo stato rimosso il secondo binario tra Orte e Terni per esigenze contingenti.
Per l'importanza assunta dalla ferrovia nel corso degli anni, sono iniziati lavori di potenziamento e raddoppio del tracciato e altri ne sono in progetto nel corso degli anni a venire. La situazione lungo il tracciato ferroviario, lungo 292,572 km, è la seguente:
- 171,167 km a doppio binario
- 121,405 km a binario semplice

#### Realizzati
- Roma Termini-Orte, lungo 82 km, tracciato in comune alla linea lenta per Firenze, già raddoppiato nel 1890;
- Orte-Nera Montoro, lungo 9 km, raddoppio attivato il 24 febbraio 1989[10];
- Nera Montoro-Narni, lungo 5 km, raddoppio attivato il 27 febbraio 1998[11];
- Narni-Terni, lungo 12 km, raddoppio attivato il 28 maggio 1980[12][13];
- Campello sul Clitunno-Trevi, lungo 7 km, raddoppio attivato il 1º ottobre 1992[14];
- Trevi-Foligno, lungo 8 km, raddoppiato nel corso degli anni novanta;
- Fabriano-PM 228, lungo 5 km, raddoppio attivato il 3 maggio 2011[15];
- Castelplanio-Cupramontana-Montecarotto, lungo 6 km, raddoppio attivato il 25 marzo 2018[16];
- Montecarotto-Jesi, lungo 9 km, raddoppio attivato il 29 giugno 1995[17];
- Jesi-Chiaravalle, lungo 11 km, raddoppio attivato il 24 giugno 1993[18];
- Chiaravalle-Falconara Marittima, lungo 7 km, raddoppio attivato il 3 marzo 1992[18][19];
- Falconara Marittima-Ancona, lungo 8 km, tracciato in comune con la ferrovia Bologna-Ancona, già raddoppiato il 16 settembre 1907[7].

#### In corso
- Raddoppio Spoleto-Campello sul Clitunno, per un totale di 9,8 km, la cui attivazione è prevista nel mese di settembre 2024[20]. I lavori comprendono il raddoppio del binario in affiancamento a quello già esistente per 6,3 km e la costruzione di una variante in galleria artificiale per i restanti 3,5 km[21].
- Nodo di Falconara Marittima, per un totale di 4,4 km, il cui completamento è previsto per il mese di dicembre 2024[20];
- Raddoppio PM228-Albacina, di km 3,960 km, la cui attivazione è prevista per il mese di dicembre 2026[20]. I lavori comprendono il raddoppio del binario in affiancamento a quello già esistente, consentendo una velocità massima di circa 100 km/h;
- Raddoppio Albacina-Castelplanio con variante di tracciato ("by-pass") presso Albacina, di 22,362 km. Il progetto preliminare prevede la costruzione di una variante costituita da 10 gallerie nel tratto iniziale fino a Serra San Quirico; nel rimanente percorso il raddoppio del binario avverrà in affiancamento a quello già esistente, consentendo una velocità massima di circa 170 km/h; Il tratto è suddiviso in tre lotti:
  - Lotto 1: Albacina-Genga, di km 7,200, in fase di progettazione[20];
  - Lotto 2: Genga-Serra San Quirico, di km 8,890, in fase di realizzazione, con attivazione prevista per il mese di dicembre 2026[20];
  - Lotto 3: Serra San Quirico-Castelplanio, di km 6,272, in fase di progettazione, con attivazione prevista per il mese di dicembre 2027[20].
- Velocizzazione Orte-Falconara con aggiornamento tecnologico, con completamento previsto per il mese di dicembre 2026[20].

#### Futuri
Sono previsti, negli anni a venire e con tempistiche ancora da definire, i seguenti interventi:
- Raddoppio Terni-Spoleto, di 22,4 km. Il progetto preliminare, approvato nel 2005 dal CIPE[22], prevede la costruzione di una variante costituita da una galleria a singolo binario e di una galleria di sicurezza, consentendo una velocità massima di circa 170 km/h;
- Raddoppio Foligno-Fabriano, di 53,279 km. Il progetto preliminare, approvato nel 2006 dal CIPE[23], prevede la costruzione di un tracciato in variante costituito da 16 gallerie oltre ad un piccolo tratto in affiancamento al binario già esistente, consentendo una velocità massima di circa 200 km/h;

## Caratteristiche
| Head station |

| Non-passenger station/depot on track |

| Unknown route-map component "CONT4+f" | Straight track |  |

| Unknown route-map component "dCONTgq" | Unknown route-map component "KRZul+r" | Unknown route-map component "ABZgr" |  | Unknown route-map component "d" |

| Unknown route-map component "KRWl+lo" | Unknown route-map component "KRWgro+r" |  |

| Unknown route-map component "ABZg+l" | Unknown route-map component "ABZg+r" |  |

| Unknown route-map component "CONT3+g" | Straight track |  |

| Station on track |

| Unknown route-map component "BS2+l" | Unknown route-map component "BS2+r" |

| Straight track | Stop on track |

| Unknown route-map component "STR2u" | Unknown route-map component "STR3" |

| Unknown route-map component "STR+1" | Unknown route-map component "STR+4u" |

| Small bridge over water | Small bridge over water |

| Stop on track | Straight track |

| Non-passenger station/depot on track | Straight track |

| Stop on track | Straight track |

| Unknown route-map component "SKRZ-Au" | Unknown route-map component "SKRZ-Au" |

| Unknown route-map component "BS2l" | Unknown route-map component "BS2r" |

| Track change |

| Stop on track |

|  | Unknown route-map component "ABZgl" | Unknown route-map component "CONTfq" |

| Unknown route-map component "SKRZ-Au" |

| Station on track |

| Stop on track |

| Station on track |

| Unknown route-map component "exLCONTgq" | Unknown route-map component "eLABZgr" + Straight track |  |

| Station on track |

| Stop on track |

| Unknown route-map component "HSTeBHF" |

| Stop on track |

| Unknown route-map component "SKRZ-Au" |

| Small bridge over water |

| Unknown route-map component "CONTgq" | Unknown route-map component "KRZu" | Unknown route-map component "CONTfq" |

| Station on track |

| Unknown route-map component "HSTeBHF" |

| Unknown route-map component "d" | Unknown route-map component "CONTgq" | Unknown route-map component "KRZu" + Unknown route-map component "PORTALl" | Unknown route-map component "tABZq+r" | Unknown route-map component "tdCONTfq" |

|  | Unknown route-map component "KRWg+l" | Unknown route-map component "tKRWre" |

|  | Unknown route-map component "ABZg+l" | Unknown route-map component "CONTfq" |

| Station on track |

|  | Unknown route-map component "ABZgl" | Unknown route-map component "CONTfq" |

| Small bridge over water |

| Unknown route-map component "SKRZ-Au" |

| Unknown route-map component "STR+GRZq" |

| Stop on track |

| Station on track |

| Unknown route-map component "exSTRc2" | Unknown route-map component "eABZg3" |  |

| Unknown route-map component "exSTR+1" | Unknown route-map component "tSTRa" + Unknown route-map component "exSTRc4" |  |

| Unknown route-map component "exSTR2" | Unknown route-map component "tSTRe" + Unknown route-map component "exSTRc3" |  |

| Unknown route-map component "exSTRc1" | Unknown route-map component "eABZg+4" |  |

| Station on track |

| 97+320 |
| 98+770 |

| Unknown route-map component "CONTgq" | Unknown route-map component "ABZg+lr" | Unknown route-map component "CONTfq" |

| Station on track |

| Unknown route-map component "KINTaq" | Unknown route-map component "ABZgr" |  |

| Non-passenger station/depot on track |

| Unknown route-map component "tSTRa" |

| Unknown route-map component "tGIPl" |

| Unknown route-map component "tSTRe" |

| Unknown route-map component "eHST" |

| Station on track |

| Unknown route-map component "exKBHFa" | Station on track |  |

| 140+709 |
| 140+851 |

| Unknown route-map component "exCONT3+g" | Straight track |  |

| Small non-passenger station on track |

|  | Unknown route-map component "eABZg2" | Unknown route-map component "exSTRc3" |

|  | Unknown route-map component "tSTRa" + Unknown route-map component "exSTRc1" | Unknown route-map component "exSTR+4" |

|  | Unknown route-map component "tSTR" | Unknown route-map component "exHST" |

|  | Unknown route-map component "tSTRe" + Unknown route-map component "exSTRc2" | Unknown route-map component "exSTR3" |

|  | Unknown route-map component "eABZg+1" | Unknown route-map component "exSTRc4" |

| Station on track |

| Small bridge over water |

| Station on track |

| Station on track |

|  | Unknown route-map component "ABZgl" | Unknown route-map component "CONTfq" |

| Small non-passenger station on track |

| Non-passenger station/depot on track |

| Small non-passenger station on track |

| Station on track |

| Small non-passenger station on track |

| Station on track |

| Station on track |

|  | Unknown route-map component "eKRWgl" | Unknown route-map component "exKRW+r" |

|  | Station on track | Unknown route-map component "exBHF" |

|  | Straight track | Unknown route-map component "exCONT2+g" |

|  | Non-passenger station/depot on track | Unknown route-map component "lGIPr" |

| Unknown route-map component "tSTRa" |

| Unknown route-map component "tSTR+GRZq" |

| Unknown route-map component "tSTRe" |

| Small non-passenger station on track |

| Unknown route-map component "eBHF" |

|  | Unknown route-map component "ABZg+l" | Unknown route-map component "CONTfq" |

| Station on track |

| Unknown route-map component "exSTRc2" | Unknown route-map component "eABZg3" |  |

| Unknown route-map component "exSTR+1" | Unknown route-map component "tSTRa" + Unknown route-map component "exSTRc4" |  |

| Unknown route-map component "exSTR2" | Unknown route-map component "tSTRe" + Unknown route-map component "exSTRc3" |  |

| Unknown route-map component "exSTRc1" | Unknown route-map component "eABZg+4" |  |

| Non-passenger station/depot on track |

| 228+208 |
| 228+054 |

| Station on track |

| Unknown route-map component "dCONTgq" | Unknown route-map component "dWBRÜCKEq" | Unknown route-map component "ABZgr" | Unknown route-map component "d" | Unknown route-map component "d" |

| Unknown route-map component "WABZql" | Unknown route-map component "dWBRÜCKE1" | Unknown route-map component "vWASSER+r-" |

| Unknown route-map component "WASSER+l" | Unknown route-map component "dWBRÜCKE1" | Unknown route-map component "vWASSERr-" |

| Unknown route-map component "WABZg+l" | Unknown route-map component "dWBRÜCKE1" | Unknown route-map component "WCONTgeq" |

| Unknown route-map component "v-WASSER" | Station on track |  |

| Unknown route-map component "WASSERl" | Unknown route-map component "dWBRÜCKE1" | Unknown route-map component "WASSER+r" |

|  | Unknown route-map component "tSTRa" | Unknown route-map component "vWASSER-" |

|  | Unknown route-map component "tSTRe" | Unknown route-map component "vWASSER-" |

| Unknown route-map component "WASSER+l" | Unknown route-map component "dWBRÜCKE1" | Water straight and to right |

| Unknown route-map component "v-WASSER" | Station on track |  |

| Unknown route-map component "v-WASSER" | Station on track |  |

| 252+541 |
| 252+657 |

| Unknown route-map component "v-WASSER" | Unknown route-map component "eKRWgl" | Unknown route-map component "exKRW+r" |

| Unknown route-map component "WASSERl" | Unknown route-map component "dWBRÜCKE1" | Unknown route-map component "vWASSER+r-" + Unknown route-map component "exv-STR" |

| Unknown route-map component "WASSER+l" | Unknown route-map component "dWBRÜCKE1" | Unknown route-map component "vWASSERr-" + Unknown route-map component "exv-STR" |

|  | Unknown route-map component "eKRWg+l" | Unknown route-map component "exKRWr" |

| Unknown route-map component "HSTeBHF" |

| Stop on track |

| Station on track |

|  | Unknown route-map component "SHI2gl" | Unknown route-map component "BS2c3" |

| Unknown route-map component "+d" | Unknown route-map component "vSTR-ABZg+l" | Unknown route-map component "KINTeq" |

| Unknown route-map component "d" | Unknown route-map component "vSTR-ENDEe" |

| Non-passenger station/depot on track |

| Unknown route-map component "HSTeBHF" |

| Small bridge over water |

| Unknown route-map component "SKRZ-Au" |

| Stop on track |

|  | Unknown route-map component "eABZg2" | Unknown route-map component "exSTRc3" |

|  | Unknown route-map component "exSTRc1" + Stop on track | Unknown route-map component "exSTR+4" |

| Unknown route-map component "+d" | Unknown route-map component "ABZg+l" | Unknown route-map component "eABZql" | Unknown route-map component "dCONTfq" |

| Station on track |

| 285+429 |
| 195+299 |

| Stop on track |

| Stop on track |

| Unused urban continuation backward | Straight track |  |

| Unknown route-map component "uexABZg+4" + Unknown route-map component "uexlCONTf4" | Straight track |  |

| Unknown route-map component "uexBHF" | Unknown route-map component "BHFSPLa" |  |

| Unknown route-map component "tSTRe@fq" + Unused straight waterway + Unknown route-map component "lCONTg@Gq" | Unknown route-map component "vSTRr-SHI1r" |  |

| Unknown route-map component "uexCONT3+g" | Continuation forward |  |

La linea è una ferrovia in parte a binario semplice, in parte a doppio binario, elettrificata in corrente continua a 3.000 volt. La gestione dell'infrastruttura è affidata a Rete Ferroviaria Italiana.
È munita di Sistema Controllo Marcia Treno, di Controllo Centralizzato del Traffico (in alcune tratte) e di Sistema di Comando e Controllo (Falconara Marittima-Ancona Marittima).
Esercita dal Dirigente Centrale Operativo con sede a Roma Termini (Terni-Falconara Marittima) e a Pescara Centrale (Falconara Marittima-Ancona Marittima) e da Dirigente Centrale con sede a Roma Termini (Roma Termini-Terni) fa uso dei regimi di circolazione Blocco Automatico a Correnti Codificate (Ancona-Jesi e Foligno-Campello sul Clitunno) e Blocco Conta Assi (Ancona-Ancona Marittima, Jesi-Foligno e Campello sul Clitunno-Roma Termini) consentendo velocità massime comprese tra 90 e 120 km/h (rango P) nei tratti a binario semplice e fino a 150–180 km/h (rango P) nei tratti a doppio binario.

### Percorso
La linea, in partenza da Roma, utilizza il percorso della linea storica per Firenze, dalla quale si distacca all'uscita della stazione di Orte con un tracciato in parte a doppio e in parte a semplice binario; dalla stazione di Falconara Marittima in poi si innesta sulla ferrovia Bologna-Ancona percorrendo la tratta finale in comune con quest'ultima.
Negli anni recenti sono stati fatti importanti lavori di ammodernamento per quanto riguarda la sicurezza della circolazione che tuttavia hanno prodotto l'impresenziamento di molte stazioni ora esercite in automatismo.

## Traffico
Il servizio passeggeri regionale è gestito da Trenitalia per le relazioni da Roma a Ancona/Perugia.
La linea è inoltre percorsa da una coppia al giorno di treni Frecciargento di Trenitalia nella relazione Roma-Ravenna, oltre ad alcuni InterCity di Trenitalia (2 coppie al giorno Roma-Ancona, di cui 1 prolungata su San Benedetto del Tronto, 1 coppia Roma-Perugia e 1 coppia Terni-Milano).
Il traffico merci è invece gestito da diverse società.

### Annotazioni
1. ↑  Parte della linea Bologna-Ancona.
2. ↑  Parte della linea Roma-Firenze.

### Fonti
1. ↑  Prospetto cronologico dei tratti di ferrovia aperti all'esercizio dal 1839 al 31 dicembre 1926
2. ↑  Gaetano Moroni, Dizionario di erudizione storico-ecclesiastica, Venezia 1852-1861, volume LXX, pag. 159. Citato in  Roberto Lorenzetti, Strade di ferro e territori isolati. La questione ferroviaria in un'area dell'Italia centrale (1846-1960) - una ricerca dell'Archivio di Stato di Rieti, collana volume 68 di Studi e ricerche storiche, Franco Angeli editore, 1986,  p. 25.
3. ↑  Ministero del commercio e dei Lavori Pubblici, Ragguaglio di quanto è stato operato dal 1859 al 1863 (nella sezione delle strade ferrate), Roma, Tipografia della Reverenda Camera Apostolica, 1864.
4. ↑  Nella Notificazione del 1846 era stata approvata la costruzione di tre linee ferroviarie. Allo scopo erano state costituite tre società: «Pio Latina», «Pio Centrale» e «Pio Emilia».
5. ↑  Mario Pietrangeli Il museo Europeo dei Trasporti Ogliari, p.87
6. ↑   Stazioni del Mondo - Ancona Marittima, su stazionidelmondo.it. URL consultato il 16 marzo 2016 (archiviato dall'url originale il 22 marzo 2016).
7. 1 2 3 4   Claudio Cerioli, Da Camerino al mondo, Salò (BS), ETR, 1985, ISBN 88-85068-20-0.
8. ↑   Ministero delle Comunicazioni, Ferrovie dello Stato. Ufficio impianti elettrici e di segnalamento, Elettrificazione ferrovia Orte-Falconara, Reggio Calabria, 1939.
9. ↑   Le ferrovie: una struttura viaria da ammodernare e potenziare, in Il Messaggero, 23 agosto 1968.
10. ↑   Ente Ferrovie dello Stato, Ordine di servizio, in Bollettino Ufficiale, n. 15, 1989.
11. ↑   Notizie Flash - raddoppio umbro, in I Treni, n. 192, Salò, Editrice Trasporti su Rotaie, aprile 1998,  p. 4, ISSN 0392-4602 (WC · ACNP).
12. ↑   Un raddoppio che dimezza solo i problemi, in l'Unità, 16 maggio 1980.
13. ↑   C'è un doppio binario, lungo 12 chilometri. Trent'anni per costruirlo, costo 3 miliardi, in l'Unità, 29 maggio 1980.
14. ↑   Notizie Flash - raddoppio in Umbria, in I Treni, n. 131, Salò, Editrice Trasporti su Rotaie, novembre 1992,  p. 6, ISSN 0392-4602 (WC · ACNP).
15. ↑   Rete Ferroviaria Italiana, CT 5/2011 della DTP di Ancona.
16. ↑   Rete Ferroviaria Italiana, Circolare Territoriale RFI DTP AN 4/2018 (PDF), su donet.rfi.it, RFI, 25 marzo 2018. URL consultato il 25 marzo 2018.
17. ↑   F.s.: attivato domani secondo binario tra jesi e montecarotto | Agi Archivio, su archivio.agi.it. URL consultato il 14 aprile 2016 (archiviato dall'url originale il 5 maggio 2016).
18. 1 2   Il doppio binario s'allunga da Chiaravalle fino a Jesi, in il Resto del Carlino, 23 giugno 1993.
19. ↑   Raddoppio nelle Marche, in I Treni Oggi, anno XIII, n. 125, Salò, Editrice Trasporti su Rotaie, aprile 1992,  p. 13, ISSN 0392-4602 (WC · ACNP).
20. 1 2 3 4 5 6 7   Orte - Falconara, su www.fsitaliane.it. URL consultato il 27 gennaio 2024.
21. ↑   Carlo Luccioni, Ferrovie, il raddoppio slitta ancora Lavori ultimati non prima del 2025, su La Nazione, 15 febbraio 2023. URL consultato il 17 febbraio 2024.
22. ↑   Comitato interministeriale per la programmazione economica, Delibera CIPE n.68 del 27 maggio 2005.
23. ↑   Comitato interministeriale per la programmazione economica, Delibera n.87 del 29 marzo 2006.
24. ↑  Ferrovie dello Stato, Ordine di servizio n. 57, 1942.
25. 1 2  RFI - CT AN 22/2020
26. ↑  Ordine di Servizio n. 69 del 1947
27. ↑  Ordine di Servizio n. 56 del 1942
28. ↑  Ferrovie dello Stato, Ordine di Servizio n. 146, 1916
29. ↑   Rete Ferroviaria Italiana, Circolare Territoriale RFI DTP AN 13/2017 (PDF), su donet.rfi.it, RFI, 9 luglio 2017. URL consultato il 9 luglio 2017.
30. ↑  Ordine di Servizio n. 15 del 1949
31. ↑   Rete Ferroviaria Italiana, Circolare Territoriale RFI DTP AN 24/2018 (PDF), su donet.rfi.it, RFI, 23 dicembre 2018. URL consultato il 25 dicembre 2018.
32. ↑  km 283+614
33. ↑   NP-4 Ancona, in Ricordi di Rotaie - Volume 2: Nodi principali & nodi complementari, 2001,  p. 59, ISBN 88-87243-43-3.
34. ↑  Ordine di servizio n.30 del 1946
35. ↑  Impianti FS, in "I Treni", anno XXVI n. 267 (febbraio 2005), pp. 6-7. ISSN 0392-4602 (WC · ACNP)
36. ↑  Impianti FS, in "I Treni", anno XXIII n. 241 (ottobre 2002), p. 7. ISSN 0392-4602 (WC · ACNP)
37. ↑   SCMT, per il controllo della marcia del treno - SCMT: controllo della marcia - RFI, su rfi.it. URL consultato il 17 marzo 2016.
38. ↑   SCC e CTC per il telecomando della circolazione - SCC e CTC: telecomando - RFI, su rfi.it. URL consultato il 17 marzo 2016 (archiviato dall'url originale il 10 marzo 2016).